# Kallós Ede (klasszika-filológus)
Kallós Ede, 1900-ig Kohn Ede (Budapest, 1882. július 22. – Budapest, 1950. április 11.) magyar klasszika-filológus, gimnáziumi tanár.

## Élete
Kallós (Kohn) Bernát (1851–1924) zsidó vallású kereskedő és Rindauer Róza fia. Budapesten és Berlinben tanult, ám a magyar fővárosban szerezte meg tanári képesítését. 1911-ben a tisztviselőtelepi, később a Szent István főgimnázium tanára lett. 1910 és 1921 között tagja volt a Magyar Tudományos Akadémia klasszika-filológiai bizottságának. Számos jeles tanulmánya jelent meg filológiai és társadalomtudományi folyóiratokban a klasszika-filológia és ókori vallástörténet köréből, önállóan megjelent munkái: Homérosz és Archilochosz (1904); Megjegyzések és exkurzusok Archilochoszhoz (1911); Görög mithológia (1923), a legmodernebb e-nemű munka magyar nyelven. Görög élet és műveltség (1924); Verborgenes Wissen (1924); Megélnek a múzsák (hellén regék, 1925).